# Uma Garota Chamada Tamiko
Uma Garota Chamada Tamiko (A Girl Named Tamiko) é um filme estadunidense de 1962, dos gêneros drama e romance, dirigido por John Sturges, roteirizado por Edward Anhalt, baseado no livro de Ronald Kirkbride, música de Elmer Bernstein.

## Sinopse
Um amargo fotógrafo sino-russo, trabalhando em Tóquio, tenta conseguir um visto para os Estados Unidos, mas se envolve e apaixona-se por uma tradicional garota japonesa.

## Elenco
- Laurence Harvey ....... Ivan Kalin
- France Nuyen ....... Tamiko
- Martha Hyer ....... Fay Wilson
- Gary Merrill ....... Max Wilson
- Michael Wilding ....... Nigel Costairs
- Miyoshi Umeki ....... Eiko
- Steve Brodie ....... James Hatten
- Lee Patrick ....... Mary Hatten
- John Fujioka ....... Minya (como John Mamo)
- Bob Okazaki ....... Kimitaka
- Richard Loo ....... Otani
- Philip Ahn ....... Akiba